# Теана
Теана (итал. Teana) је насеље у Италији у округу Потенца, региону Базиликата.
Према процени из 2011. у насељу је живело 573 становника. Насеље се налази на надморској висини од 781 м.

## Становништво
Према резултатима пописа становништва 2011. у општини је живело 645 становника.
| 1931. | 1936. | 1951. | 1961. | 1971. | 1981. | 1991. | 2001. | 2011. |
| ----- | ----- | ----- | ----- | ----- | ----- | ----- | ----- | ----- |
| 919   | 962   | 1.079 | 1.108 | 987   | 871   | 874   | 750   | 645   |